# Lygumai
Lygumai är en ort i Litauen.   Den ligger i länet Šiauliai län, i den centrala delen av landet, 180 km nordväst om huvudstaden Vilnius. Lygumai ligger 81 meter över havet och antalet invånare är 664.
Terrängen runt Lygumai är mycket platt. Runt Lygumai är det ganska glesbefolkat, med 23 invånare per kvadratkilometer. Närmaste större samhälle är Pakruojis, 13,7 km öster om Lygumai. Trakten runt Lygumai består till största delen av jordbruksmark.